# Джавади, Рамин
Рами́н Джа́вади (перс. رامین جوادی‎, нем. Ramin Djawadi; род. 19 июля 1974, Дуйсбург, Германия) — ирано-немецкий композитор и музыкальный продюсер. Он известен своей музыкой к фильму Marvel Studios «Железный человек» 2008 года и сериалу HBO «Игра престолов», за которые он был номинирован на премию «Грэмми» в 2009, 2018 и 2020 годах. Он написал музыку к таким фильмам, как «Битва Титанов», «Тихоокеанский рубеж», «Варкрафт», «Излом времени» и «Вечные», телесериалам, в том числе «Побег», «В поле зрения», «Джек Райан», «Дом Дракона», «Мир Дикого запада» и «Проблема трёх тел», а также к видеоиграм, таким как «Medal of Honor», «Gears of War 4», и «Gears 5». Он дважды подряд выигрывал премию «Эмми» за «Игру престолов»: в 2018 году за эпизод «Дракон и волк» и в 2019 году за «Долгая ночь».

## Ранние годы
Джавади родился в Дуйсбурге в семье иранца и немки. Он учился в гимназии Круппа в Дуйсбурге, Западная Германия, и учился в музыкальном колледже Беркли.

## Карьера
После окончания музыкального колледжа Беркли в 1998 году Джавади привлёк внимание Ханса Циммера, который нанял его в компанию Remote Control Productions. Джавади переехал в Лос-Анджелес и работал ассистентом Клауса Бадельта. После этого он написал дополнительную музыку и аранжировки для фильмов Бадельта и Циммера, таких как «Пираты Карибского моря: Проклятие Черной жемчужины», «Машина времени» и номинированный на премию Оскар фильм «Любовь по правилам и без». Он стал соавтором музыки для System Shock 2 (1999). В 2003 году он и Бадельт написали музыку к фильму «Бей в барабан».
В 2004 году Джавади самостоятельно снялся в фильме «Блэйд: Троица», сотрудничая с RZA для режиссёра Дэвида С. Гойера. Это было началом его отношений с Гойером как в кино, так и на телевидении. В следующем году Джавади продолжил писать дополнительную музыку для Циммера в таких фильмах, как «Бэтмен: Начало» и «Остров», что было его последней работой на фоне другого композитора. В том же году он написал номинированные на премию «Эмми» основные темы и музыку для «Побега» и связанного с ним шоу «Короли побега».
В 2006 году Джавади стал автором первого анимационного проекта Sony Pictures, «Сезон охоты», за которым последовал сиквел «Сезон охоты 2» (2008). Неземная музыка Джавади к фильму «Мистер Брукс» (2007) принесла ему премию World Soundtrack Award в номинации «Открытие года». Среди других его саундтреков — «Список контактов», «Спроси у пыли» Роберта Тауна и «Железный человек». Джавади был номинирован на премию Грэмми за лучший саундтрек для визуальных медиа за свою работу над фильмом «Железный человек».
Джавади написал музыку к триллеру ужасов Гойера «Нерождённый» (2009), продюсером которого выступил Майкл Бэй. В том же году Джавади сотрудничал с Гойером в телешоу FlashForward, что принесло ему вторую номинацию на премию «Эмми».
В 2010 году Джавади завершил «Битву титанов» Warner Brothers. В том же году он написал саундтрек к видеоигре Medal of Honor.
В 2011 году он был выбран для написания музыки к фантастической драме HBO «Игра престолов». Его работа над «Игрой престолов» принесла ему несколько отраслевых наград и признание, в том числе премию «Эмми» за выдающуюся музыкальную композицию для сериала в сентябре 2018 года за музыку «Дракон и волк». За свою работу над седьмым сезоном он был номинирован на премию Грэмми за лучший саундтрек для визуальных медиа. Это была его вторая номинация в этой категории после того, как в 2009 году он был номинирован на «Железного человека». В 2011 году он работал над криминальной драмой CBS «Подозреваемый».
В 2013 году Джавади написал музыку для фантастического фильма «Тихоокеанский рубеж». Он написал музыку к вампирской драме FX «Штамм», созданной режиссёром «Тихоокеанского рубежа» Гильермо дель Торо.
В 2016 году Джавади написал музыку для фантастического фильма «Варкрафт» и научно-фантастического шоу HBO «Мир Дикого Запада». В том же году Джавади написал музыку к фантастическому боевику «Великая стена».
Джавади написал музыку к анимационному фильму «Королевский корги», снятому частым соавтором Беном Стассеном. Вместе с Элли Голдинг он написал «Hollow Crown» в фильме "За трон: музыка, вдохновленная сериалом HBO «Игра престолов». В 2019 году он получил вторую подряд премию «Эмми» за эпизод Игры престолов «Долгая ночь».
В 2019 году Джавади также написал саундтрек к видеоигре Gears 5. Саундтрек защищен авторским правом, и его нельзя использовать даже во время онлайн-игры.
Он получил третью номинацию на «Грэмми» в своей карьере за работу в «Игре престолов» (сезон 8) в категории «Лучший саундтрек для визуальных медиа».
Джавади написал музыку к фильму Marvel Studios «Вечные» 2021 года, который ознаменовал его возвращение в кинематографическую вселенную Marvel после «Железного человека» 2008 года. Джавади написал музыку для трейлера карточной игры Magic: The Gathering: Theros Beyond Death. Джавади вместе с Брэндоном Кэмпбеллом написал музыку для второго эпизода сериала Apple TV+ «Удивительные истории» под названием «The Heat». Он написал музыку для документального фильма Disney+ о природе «Слон». Джавади написал музыку к дебютному полнометражному фильму Лизы Джой «Воспоминания» . Вместе с Брэндоном Кэмпбеллом он также написал музыку для New World для Amazon Game.
Он написал музыку к фильму Uncharted, основанному на одноимённой франшизе видеоигр. Он присоеденился к создателю «Игры престолов» Д. Б. Уайссу и Тому Морелло для написания музыки к фильму Netflix «Повелители металлов» режиссёра Питера Сольета. Джавади написал саундтрек для фильма Sony «Человек из Торонто» режиссёра Патрика Хьюза и для сериала «Дом Дракона», приквела «Игры престолов».

## Личная жизнь
Джавади женат на Дженнифер Хоукс, музыкальном руководителе киноиндустрии. Они родители близнецов. По словам Джавади, он испытывает феномен восприятия, известный как синестезия, при котором он может «ассоциировать цвета с музыкой или музыку с цветами», и это позволяет ему визуализировать музыку.